# Enric III de Lovaina
Enric III de Lovaina (mort a Tournai el febrer o març de 1095) va ser comte de Lovaina i Brussel·les de 1078 a 1095. Ell era el fill d'Enric II, comte de Lovaina i Brussel·les, i Adela, possible hereva del comtat de Teisterbant.
Estava aliat a la majoria dels senyors veïns: era cunyat del comte Balduí II d'Hainaut i gendre del comte de Flandes Robert I el Frisó; d'altra banda el bisbe de Lieja, Enric I de Verdun, era un prelat pacífic. Sense por de les invasions estrangeres, va poder dedicar-se a l'administració dels seus dominis.
Va afavorir diverses institucions religioses a l'oest dels comtats i els va concedir privilegis (1086 Abadia d'Affligem). Fou un notable legislador i va sanejar les terres mitjançant l'eliminació del bandidatge.
Després de la mort d'Herman II, comte palatí de Lotaríngia (20 de setembre de 1085), va rebre el landgraviat de Brabant (que era un feu imperial entre el Dender i el Sena). El juliol de 1095, va participar en un torneig organitzat pel castellà de Tournai. Va ser ferit mortalment en una llança de justes contra el cavaller Gosuin de Forest.

## Matrimoni i fills
Es va casar amb Gertrudis de Flandes (1080 † 1117), filla de Robert I el Frisó comte de Flandes, i de Gertrudis de Saxònia.
Una genealogia contemporània li assigna quatre filles (sense nom). Com que fou el germà d'Enric III, Godofreu I el Coratjós, qui el va succeir, sembla que no hi va haver cap fill mascle. Algunes teories historiogràfiques citen (sense certesa) dues de les filles:
- Adelaida, que estava casada amb el duc de Lorena Simó I.
- Gertrudis, que estava casada amb Lambert, comte de Montaigu i Clermont.

Gertrudis de Flandes va esdevenir vídua i es va tornar a casar el 1096 amb Thierry II de Lorena († 1115) i va ser la mare de Thierry d'Alsàcia.